# Michael Liebarts
Michael Liebarts est un maître écrivain actif à Lille autour de 1660. Aucun autre élément biographique n'est connu pour l'instant.

## Œuvres
- Modèles de calligraphie de Michael Liebarts..., manuscrit, 1661 (Douai BM : Ms. 1086).